# 糀谷駅
糀谷駅（こうじやえき）は、東京都大田区西糀谷四丁目にある、京浜急行電鉄空港線の駅である。駅番号はKK12。

## 年表
- 1902年（明治35年）6月28日 - 京浜電気鉄道の穴守線（現空港線）として蒲田駅（現京急蒲田駅） - 穴守駅（現穴守稲荷駅）の開通と同時に開業。
- 1992年（平成4年）4月26日 - 駅舎改築工事完了。
- 1993年（平成5年）4月1日 - 羽田駅（現天空橋駅）延伸開業に合わせて、都心方面との直通運転開始。
- 1994年（平成6年）12月10日 - ホーム有効長の8両編成対応延長工事が完了[2]。
- 2005年（平成17年）12月1日 - 京急蒲田駅付近連続立体交差事業の進捗により、駅舎を仮駅舎に移設。
- 2007年（平成19年）
  - 3月3日 - 京急蒲田駅付近連続立体交差事業の進捗により、京急蒲田寄りの下りホームを北側に線形変更。
  - 11月17日 - 京急蒲田駅付近連続立体交差事業の進捗により、同日夜をもって跨線橋の下り線大鳥居側の階段を閉鎖、撤去。
  - 11月18日 - 京急蒲田駅付近連続立体交差事業の進捗により、京急蒲田寄りの上りホームを北側に線形変更。
- 2008年（平成20年）
  - 3月2日 - 京急蒲田駅付近連続立体交差事業の進捗により、大鳥居寄りの下りホームを北側に線形変更。
  - 4月6日 - 京急蒲田駅付近連続立体交差事業の進捗により、大鳥居寄りの上りホームを北側に線形変更。
  - 4月22日 - 京急蒲田駅付近連続立体交差事業の進捗により、南口改札を京急蒲田駅寄りに移設。
  - 9月25日 - 京急蒲田駅付近連続立体交差事業の進捗により、同日夜をもって跨線橋を閉鎖、撤去。
- 2010年（平成22年）5月16日 - 京急蒲田駅付近連続立体交差事業の進捗により、上り線ホーム高架化[3][4]。同時に京急蒲田駅 - 大鳥居駅が単線並列区間となる。同時にダイヤ改正が実施され、エアポート急行（現:急行）の停車駅となる[4]。そして、京急で初の白色LED発車標を設置した。（改札は旧ディスプレイ式）
- 2012年（平成24年）10月21日 - 京急蒲田駅付近連続立体交差事業の進捗により、下り線ホーム高架化完成[5]。同時に、単線並列区間が当駅まで短縮される。
- 2017年（平成29年）3月 - 京急蒲田駅付近連続立体交差事業完了[6]。

## 駅名の由来
駅名は開業当時の地名「荏原郡羽田町大字糀谷」による。大字糀谷は主に現在の北糀谷・東糀谷・西糀谷にあたり、町名としての「糀谷」は現存しない。「糀谷」の名称は当駅の他、「糀谷商店街」「大田区立糀谷小学校」「大田区立糀谷中学校」といった施設などの名称に名残がみられる。

## 駅構造
相対式ホーム2面2線を有する高架駅で、東西に長い。
かつては地上駅部分のみで、南北のホームはこれまで跨線橋で連絡していたが、空港線京急蒲田 - 大鳥居間の連続立体交差事業の進捗に伴い2008年9月25日に撤去されたため、改札内での各ホーム間の移動は一時的に不可能となった。2012年10月21日に現在の形となり、改札内でのホーム間の移動も可能となった。改札口は羽田空港寄りに設置されている。
京急蒲田 - 当駅間は単線並列区間となっているが、2012年の下り線高架化時に当駅と京急蒲田駅の間に分岐器（シーサスクロッシング）が挿入されたため、当駅のホームそのものは方向別運用となっている。なお、現在の「単線並列」と言われる区間は京急蒲田駅構内である。2010年の上り線先行高架化時は単線並列区間が京急蒲田駅 - 大鳥居駅間となっており（大鳥居駅の京急蒲田寄りのシーサスクロッシングを使用していた）、1階の1番線に本線基準で下りとなる列車（京急川崎・横浜方面行きと品川方面からの羽田空港行き）が、2階の2番線に本線基準で上りとなる列車（品川方面行きと京急川崎・横浜方面からの羽田空港行き）がそれぞれ発着していた。

### のりば
| 番線 | 路線   | 方向 | 行先                |
| ---- | ------ | ---- | ------------------- |
| 1    | 空港線 | 下り | 羽田空港方面        |
| 2    | 空港線 | 上り | 品川方面 / 横浜方面 |

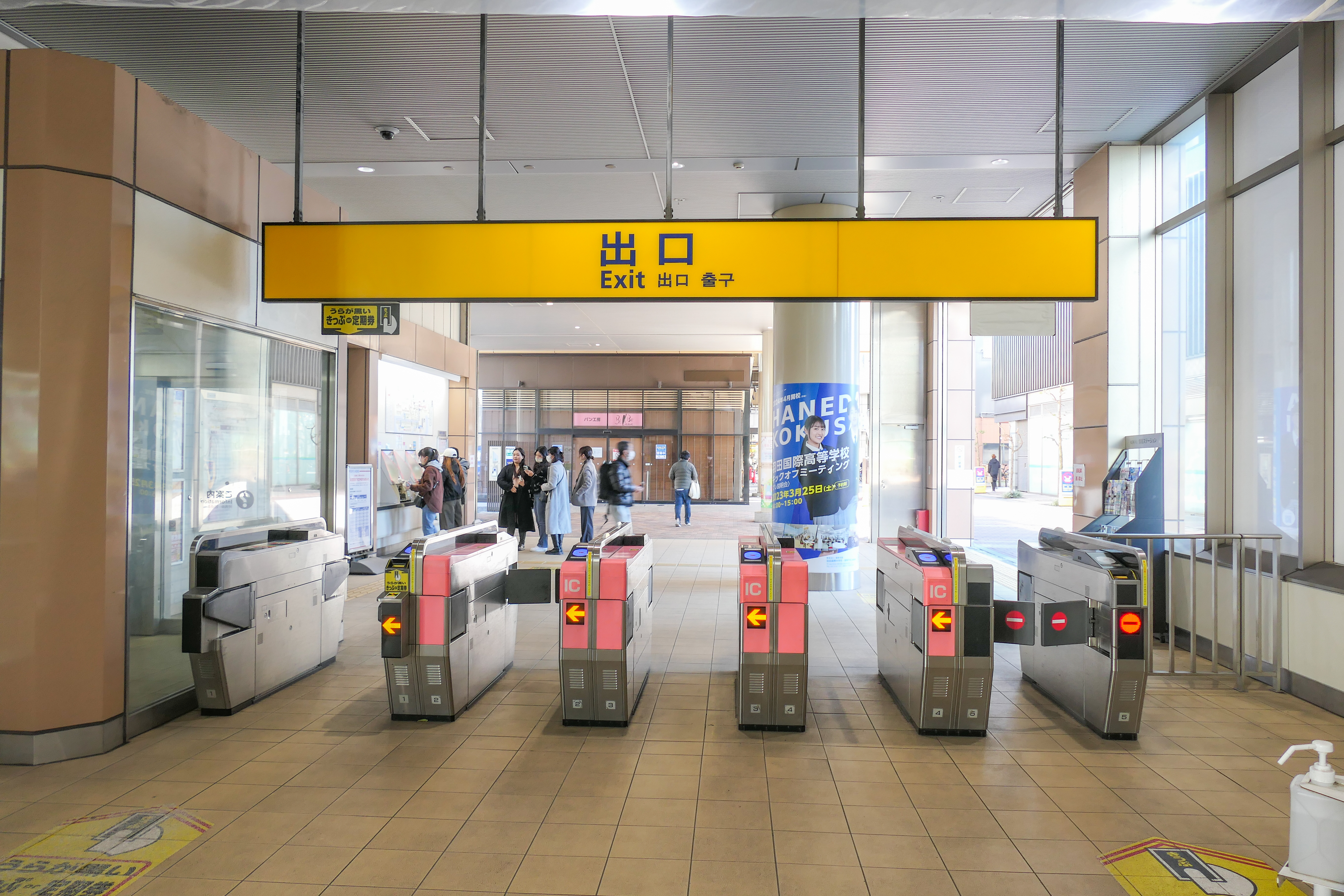
改札口（2023年2月）
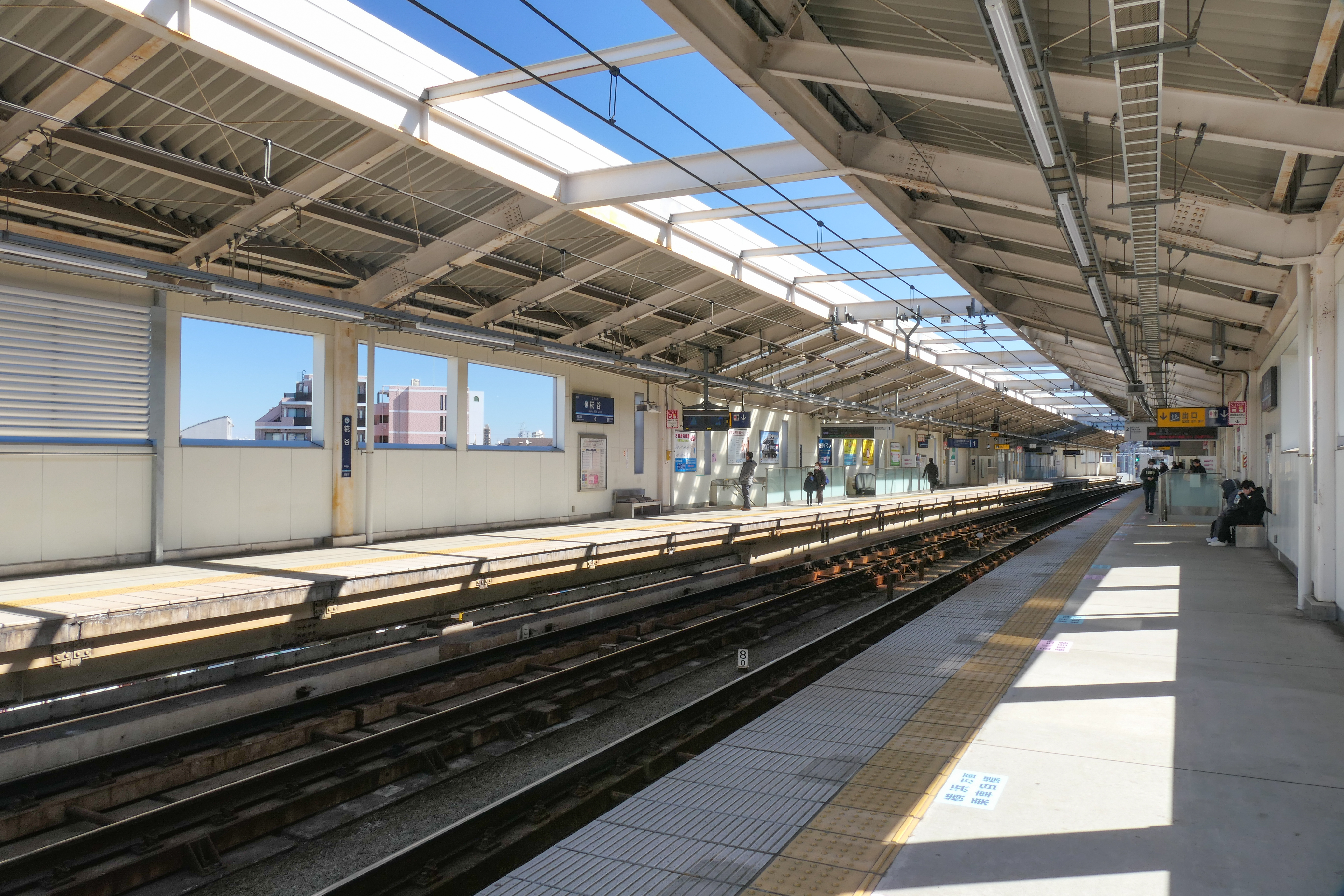
ホーム（2023年2月）

地上駅時代・高架化工事の様子
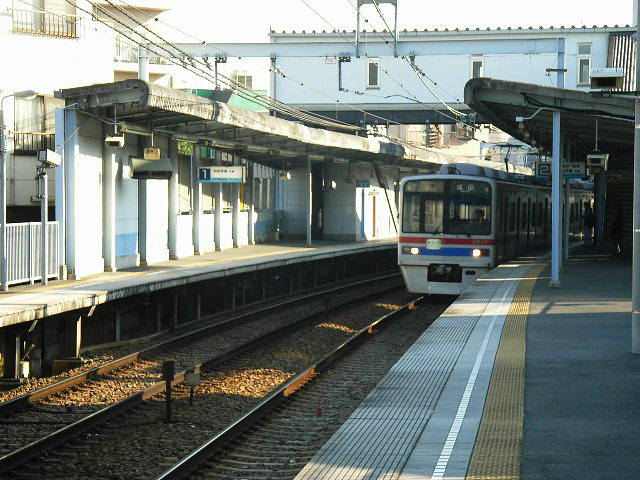
地上2線当時のホーム（2004年12月）
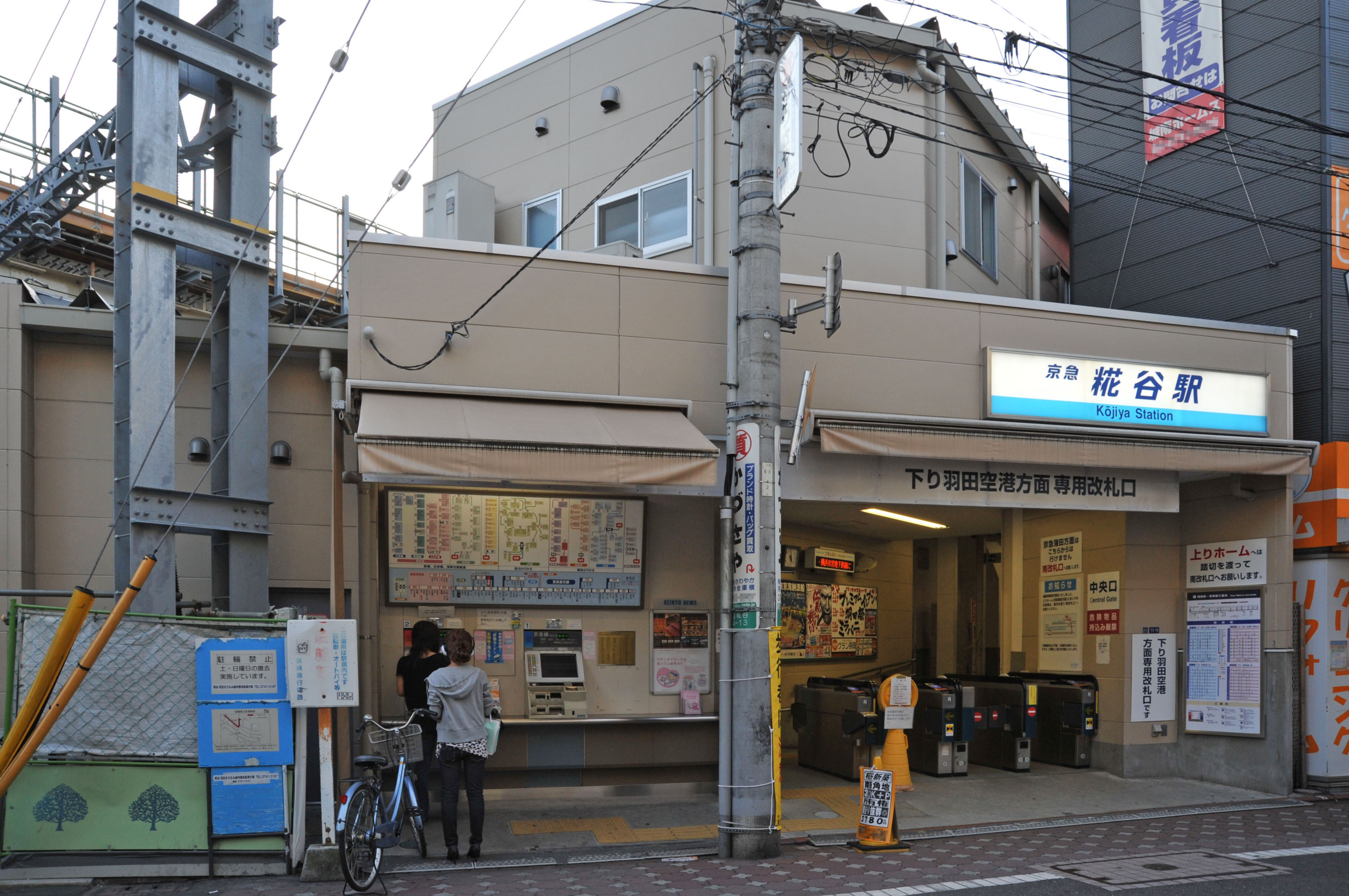
中央口（羽田空港方面専用、2009年9月）
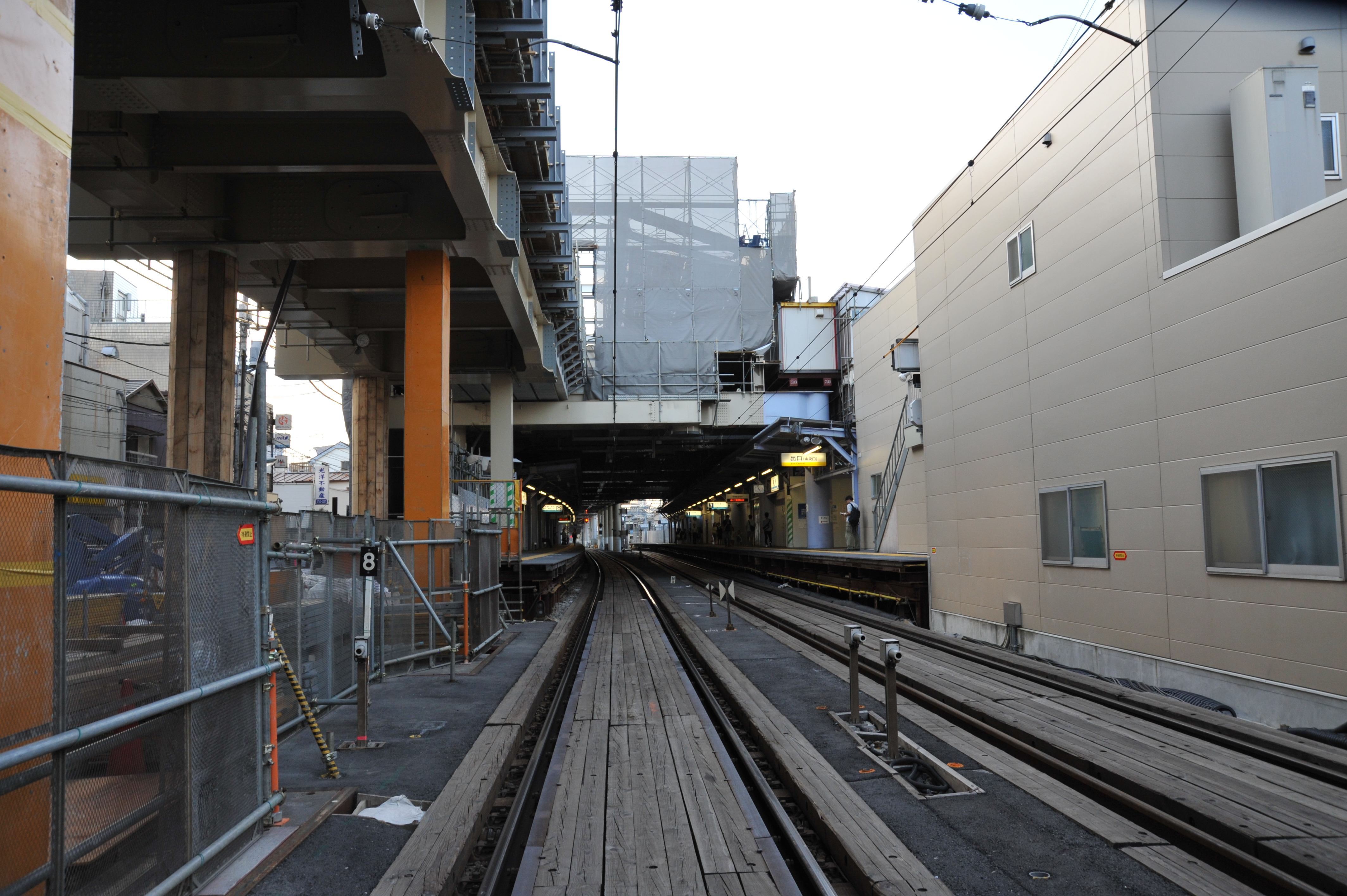
2009年9月時点での高架化工事の状況
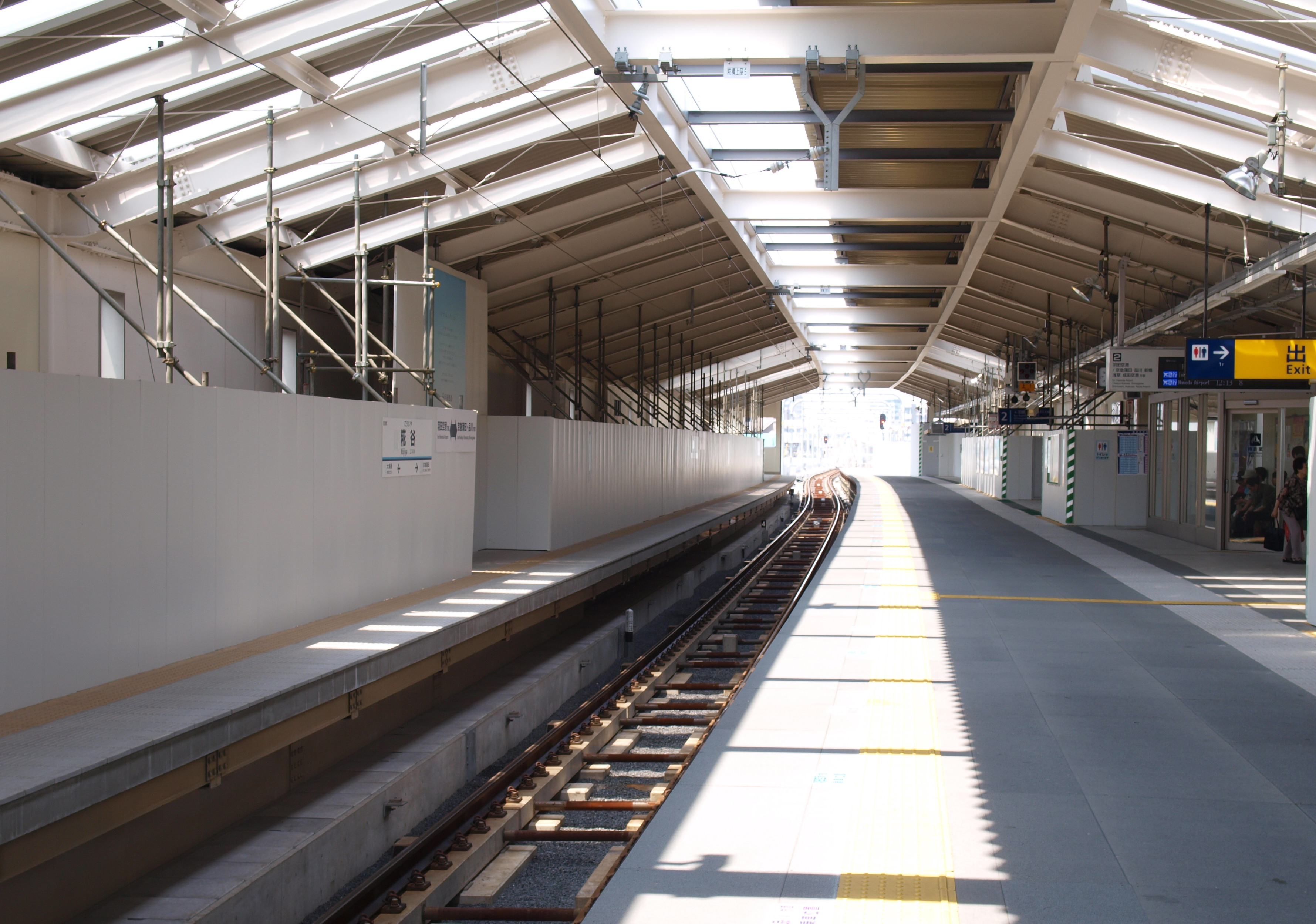
高架化された2番線ホーム（2010年8月）

## 利用状況
2024年度の1日平均乗降人員は28,346人で、京急線全72駅中21位。
近年の1日平均乗降・乗車人員の推移は下表の通り。
| 年度               | 1日平均 乗降人員 | 1日平均 乗車人員 | 出典     |
| ------------------ | ---------------- | ---------------- | -------- |
| 1990年（平成02年） |                  | 9,811            | [ * 1 ]  |
| 1991年（平成03年） |                  | 9,691            | [ * 2 ]  |
| 1992年（平成04年） |                  | 9,605            | [ * 3 ]  |
| 1993年（平成05年） |                  | 9,721            | [ * 4 ]  |
| 1994年（平成06年） |                  | 9,907            | [ * 5 ]  |
| 1995年（平成07年） |                  | 9,967            | [ * 6 ]  |
| 1996年（平成08年） |                  | 9,775            | [ * 7 ]  |
| 1997年（平成09年） |                  | 9,411            | [ * 8 ]  |
| 1998年（平成10年） |                  | 9,337            | [ * 9 ]  |
| 1999年（平成11年） |                  | 9,303            | [ * 10 ] |
| 2000年（平成12年） |                  | 9,614            | [ * 11 ] |
| 2001年（平成13年） |                  | 9,710            | [ * 12 ] |
| 2002年（平成14年） |                  | 9,778            | [ * 13 ] |
| 2003年（平成15年） | 20,320           | 10,082           | [ * 14 ] |
| 2004年（平成16年） | 20,578           | 10,219           | [ * 15 ] |
| 2005年（平成17年） | 21,118           | 10,493           | [ * 16 ] |
| 2006年（平成18年） | 21,845           | 10,866           | [ * 17 ] |
| 2007年（平成19年） | 22,452           | 11,156           | [ * 18 ] |
| 2008年（平成20年） | 23,138           | 11,493           | [ * 19 ] |
| 2009年（平成21年） | 22,626           | 11,233           | [ * 20 ] |
| 2010年（平成22年） | 22,294           | 11,076           | [ * 21 ] |
| 2011年（平成23年） | 21,862           | 10,855           | [ * 22 ] |
| 2012年（平成24年） | 22,369           | 11,110           | [ * 23 ] |
| 2013年（平成25年） | 23,512           | 11,666           | [ * 24 ] |
| 2014年（平成26年） | 23,834           | 11,811           | [ * 25 ] |
| 2015年（平成27年） | 24,909           | 12,333           | [ * 26 ] |
| 2016年（平成28年） | 25,429           | 12,614           | [ * 27 ] |
| 2017年（平成29年） | 26,918           | 13,326           | [ * 28 ] |
| 2018年（平成30年） | 27,990           | 13,849           | [ * 29 ] |
| 2019年（令和元年） | 28,843           | 14,227           | [ * 30 ] |
| 2020年（令和02年） | 21,707           |                  |          |
| 2021年（令和03年） | 23,106           |                  |          |
| 2022年（令和04年） | 25,259           |                  |          |
| 2023年（令和05年） | 27,152           |                  |          |
| 2024年（令和06年） | 28,346           |                  |          |

## 駅周辺
周辺は住宅地で、駅前の空間は南北共に狭い。東側に線路と交差して伸びる、おいで通り糀谷商店会があり、テレビドラマやCMのロケーション撮影に使用されることがある。北側には朝6時からの営業と黒湯の温泉で知られる銭湯「幸の湯」がある。
当駅の高架化（京急蒲田駅付近連続立体交差事業）に合わせて駅の南側（空港線と環八通りに挟まれた区画）で再開発が計画され、2017年3月に竣工した。
公的施設
- 大田区萩中文化センター
- 幸の湯（温泉銭湯）

文教施設
- 羽田国際高等学校

医療
- JCHO東京蒲田医療センター

金融機関
- さわやか信用金庫 羽田支店・糀谷駅前出張所
- 川崎信用金庫 糀谷支店
- 大田萩中郵便局
- 大田南蒲田郵便局
- 大田西糀谷郵便局

商業施設
- おいで通り糀谷商店会
- 糀谷商店街
- 萩中商店会

- フレスコベンガベンガ 糀谷店（スーパーマーケット、旧・ベンガベンガ 糀谷店）
- マルエツ 新糀谷店
- ホームセンターコーナン 本羽田萩中店
- ヤマダデンキ テックランド大田糀谷店（旧・サトームセン）
- オリンピック 本羽田店
- 業務スーパー 糀谷駅前店

交通
- 環八通り

### バス路線
最寄りのバス停留所は糀谷駅となる。以下の路線が発着し、京浜急行バスにより運行されている。各路線の詳細は大森営業所もしくは羽田営業所を参照。
- <蒲30> 羽田空港第2ターミナル行（早朝のみ）
- <蒲31> 六間堀経由 羽田空港
- <蒲32> 六間堀経由 羽田車庫行
- <蒲33> 環八経由 天空橋駅行
- <蒲35> 東糀谷六丁目行
- <蒲36> 森ケ崎行
- <蒲31・蒲32・蒲33・蒲35・蒲36> 蒲田駅行

## 隣の駅
京浜急行電鉄
 空港線
■エアポート快特・■快特
通過
■特急・■急行・■普通
京急蒲田駅 (KK11) - 糀谷駅 (KK12) - 大鳥居駅 (KK13)